# Corinna humilis
Corinna humilis är en spindelart. Corinna humilis ingår i släktet Corinna och familjen flinkspindlar. Utöver nominatformen finns också underarten C. h. reichardti.